# (5385) Kamenka
(5385) Kamenka (1975 TS3) – planetoida z pasa głównego asteroid okrążająca Słońce w ciągu 5 lat i 209 dni w średniej odległości 3,14 j.a. Została odkryta 3 października 1975 roku w Krymskim Obserwatorium Astrofizycznym w Naucznym na Półwyspie Krymskim przez Ludmiłę Czernych. Nazwa planetoidy pochodzi od małego miasta Kamianka w Obwodzie czerkaskim na Ukrainie, związanego z wieloma zasłużonymi ludźmi dla rosyjskiej kultury jak Puszkin czy Czajkowski.